# Видан Папић
Видан Папић (Горњи Милановац, 1960) српски је графички дизајнер, сликар и професор универзитета.

## Биографија
Рођен је, као друго дете у породици Папић, у Горњем Милановцу, 23. октобра 1960. године. Средњу школу за Примењену Уметност "Ђорђе Крстић" завршио је 1979. године у
Нишу. Дипломирао на Факултету примењених уметности у Београду 1984. године у класи Б. Ликића и Божидара Џмерковића. Последипломске студије уписао у класи Б. Кршића на предмету „Графика књиге“ 1984. године. Одслушао двогодишња предавања и због изненадне смрти професора естетике др Јеремића, смрти професора историје уметности Алексе Челебоновића и тешке болести професора Б. Кршића магистарска изложба Видана Папића никада није реализована.
За време студија један је од оснивача тада листа студената Универзитета у Крагујевцу "Погледи" и графички уредник студентских листова Студент и НОН. Од 1985. ради у НИП Дечје новине из Горњег Милановца, где је главни ликовни уредник музичког часописа Џубокс, у раздобљу 1985-1987, а затим и ликовни уредник свих ревијалних издања Дечјих новина, као што су: Еурека, Мала Еурека, ЈУ Видео, Мелос, Осмосмерка и других, у периоду 1986-1989. Главни ликовни уредник Дечјих новина постаје 1989. године.
Године 1990. именован је за уметничког директора НИП Дечје новине, у чијем је дизајн студију радило 18 дизајнера који су уређивали целокупну издавачку делатност Дечјих новина обухватајући 22 редакције, где остаје до слома фирме 1994. када ступа у статус слободног уметника.
Видан Папић се појављује као извођач на усној хармоници у песми Авиони певају, горњомилановачке рок групе Бјесови.
Од средине деведесетих живи у Крагујевцу. Био је ожењен Снежаном Скоко, ликовном уметницом.

## Просветни рад
Године 1997. промовисан је у доцента на Факултету уметности у Приштини.
Школске 2000/2001. године предавао је, као гостујући професор Факултета примењених уметности Универзитета уметности у Београду, на одељењу у Крагујевцу, а 2002. промовисан је у ванредног професора на Факултету уметности Универзитета у Приштини, са привременим седиштем у Косовској Митровици.
Од 2002-2005. године професор Папић је гостујући професор на Факултету хуманистичких наука, на Одсеку за дизајн и модну креацију у Новом Пазару и одељења у Нишу - Одсека за дизајна ентеријера.
Од 2002-2007. гостујући је професор на Факултету уметности у Нишу, одсека примењене уметности, на предметима Типографије и Плаката. Године 2008. промовисан је у редовног професора Факултета уметности Универзитета у Нишу, на коме је исте године изабран за шефа Одсека за примењене уметности, који је 2009. године акредитован као први и тада једини Одсек за примењену уметност у Србији.
Од 2013. је члан Сената Универзитета у Крагујевцу, као члан Ректорског колегијума, а истовремено и редовни професор и проректор за уметност, културу, издаваштво и визуелизацију.

## Награде[2]
- I награда за плакат СУСРЕТИ ФАКУЛТЕТА УМЕТНОСТИ Ф-4, Београд, 1984.
- Награда за графику VII СЕПТЕМБАРСКИ САЛОН, Г. Милановац, 1989.
- Откупна награда за слику на тему Косовског боја, НАРОДНИ МУЗЕЈ, (стална поставка Народног музеја у Крушевцу), Београд, 1989.
- I награда за најлепше уметнички опремљену књигу из лепе области књижевности на МЕЂУНАРОДНОМ САЈМУ КЊИГА за књигу ЉУБАВ У ДОБА КОЛЕРЕ Г. Маркес, Београд, 1994.
- I награда за најлепше уметнички опремљену књигу ОХАРАСКА И ДРУГЕ ПРИЧЕ, Г. Маркес, на МЕЂУНАРОДНОМ САЈМУ КЊИГА, Београд, 1994.
- II награда за најлепше уметнички опремљену књигу из области публицистичке књижевности на МЕЂУНАРОДНОМ САЈМУ КЊИГА за књигу ПРВИ СРПСКИ УСТАНАК, аутор проф Р. Љушић, Београд, 1994.
- Специјална награда за графику на ИНТЕРНАЦИОНАЛНОЈ ИЗЛОЖБИ МИНИЈАТУРНЕ ГРАФИКЕ, Лестер, Велика Британија, 1994
- I награда за најлепше уметнички опремљену књигу из области лепе књижевности на МЕЂУНАРОДНОМ САЈМУ КЊИГА за књигу ШЕКСПИР У ПРИЧАМА, аутора Мери и Чарлса Лембла, Београд, 1995.
- I награда за најлепше уметнички опремљену књигу из области историографије на МЕЂУНАРОДНОМ САЈМУ КЊИГА, за књигу СВЕТИ САВА, аутора Проф. Димитрија Калезића, Београд, 1995.
- III награда за најлепше уметнички опремљену књигу из области историографије на МЕЂУНАРОДНОМ САЈМУ КЊИГА за књигу МИЛАН ОБРЕНОВИЋ, аутора Проф Р. Љушића, Београд, 1995.
- Велика награда Макарије на МЕЂУНАРОДНОМ САЈМУ КЊИГА за библиофилско издање књиге, СРБИЈА И ЈУГОСЛАВИЈА, аутора Васе Казимировића, Београд, 1995.
- I награда на МЕЂУНАРОДНОМ САЈМУ КЊИГА за илустрације из области дечје кижевности, за књигу ХРАНЉИВИЦЕ, Београд, 1995.
- I награда за најлепшу књигу на САЛОНУ КЊИГА И ГРАФИКЕ, за књигу СВЕТИ САВА, аутора проф Димитрија Калезића, Нови Сад, 1996.
- Велика награда ПРИВРЕДНЕ КОМОРЕ ВОЈВОДИНЕ за добар дизајн, на САЛОНУ КЊИГА И ГРАФИКЕ, Нови Сад 1996.
- I награда за најлепше уметнички опремљену књигу из области лепе књижевности на МЕЂУНАРОДНОМ САЈМУ КЊИГА, за књигу СЛИКА ДОРИЈАНА ГРЕЈА, аутора О. Вајлда, Београд, 1996.
- I награда на МЕЂУНАРОДНОМ САЈМУ ПРАВОСЛАВНИХ ЗЕМАЉА за књигу СВЕТИ САВА, аутора Проф Димитрија Калезића, Пећ, 1996.
- I награда за опрему књиге на САЛОНУ КЊИГА за књигу СВЕТИ САВА аутора проф Димитрија Калезића, Херцег Нови, 1996.
- Велика награда ЈЕФИМИЈА, на МЕЂУНАРОДНОМ САЈМУ ПРАВОСЛАВНИХ ЗЕМАЉА за књигу ДРВО СЛЕПОГ ГАВРАНА, аутора др А. Б. Лаковића, Пећ, 1997.
- Награда из области дечје литературе на МЕЂУНАРОДНОМ САЈМУ ПРАВОСЛАВНИХ ЗЕМАЉА за књигу ЛЕГЕНДА О ОКТОБРУ, аутор текста Видан Папић и Крсто Миловановић, Пећ, 1997.
- I награда за најлепше уметнички опремљену књигу из области лепе књижевности на МЕЂУНАРОДНОМ САЈМУ КЊИГА, за књигу ФАУСТ, аутор Ј. В. Гете, Београд, 1997.
- Награда, Макарије на МЕЂУНАРОДНОМ САЈМУ КЊИГА за библиофилско издање књиге, ФАУСТ, аутор Ј. В. Гете, Београд, 1997.
- I награда за најлепшу књигу на САЛОНУ КЊИГА И ГРАФИКЕ за књигу, СЛАВЕ, аутора проф Димитрија Калезића, Нови Сад, 1998.
- Велика награда ПРИВРЕДНЕ КОМОРЕ ВОЈВОДИНЕ за добар дизајн, на САЛОНУ КЊИГА И ГРАФИКЕ, за књигу СЛАВЕ, аутора проф Димитрија Калезића, Нови Сад, 1998.
- I награда за најлепшу дечју књигу на САЛОНУ КЊИГА И ГРАФИКЕ за књигу ЛЕГЕНДА О ОКТОБРУ, Нови Сад, 1998.
- Специјална награда ПРИВРЕДНЕ КОМОРЕ ВОЈВОДИНЕ на САЛОНУ КЊИГА И ГРАФИКЕ за добар дизајн за књигу ЛЕГЕНДА О ОКТОБРУ, аутор текста Видан Папић и Крсто Миловановић, Нови Сад, 1998.
- ЗЛАТНА ЗНАЧКА КУЛТУРНО-ПРОСВЕТНЕ ЗАЈЕДНИЦЕ СРБИЈЕ, Београд, 1998.
- I награда за најлепшу књигу Салона за књигу СЛАВЕ, аутора проф Димитрија Калезића, Приштина, 1998.
- Специјална повеља на САЛОНУ КЊИГА, Крагујевац, 1998.
- I награда на за најбоље уређену и опремљену књигу у области ликовне културе за УМЕТНИЧКУ МАПУ ИЛИЈЕ ШОБАЈИЋА у издању центра за културу Никшић на МЕЂУНАРОДНОМ САЈМУ КЊИГА у Београду, 1999.
- I награда за најлепше уметнички опремљену књигу у области лепе књижевности на МЕЂУНАРОДНОМ САЈМУ КЊИГА у Београду за књигу ТИ-ЈА аутора проф. др Јова Тошевског, Београд, 2000.
- I награда за најлепше уметнички опремљену књигу у области ликовне културе на МЕЂУНАРОДНОМ САЈМУ КЊИГА у Београду за УМЕТНИЧКУ МАПУ ПЕТРА ЛУБАРДЕ у издању центра за културу Никшић, групе аутора, Београд, 2000.
- ЗЛАТНА ЗНАЧКА УНИВЕРЗИТЕТА У КРАГУЈЕВЦУ, Крагујевац, 2001.
- Светосавска награда града Крагујевца за животно дело, 2017.[5]

## Филм
Аутор је више мултимедијалних промотивних филмова као што су „Брод будала“, промотивно туристичког филма СО Сокобања, уџбеника из области психијатрије Анатомија адикције, промотивног филма Универзитета у Крагујевцу, студенских експерименталих филмова на тему Забрањени српски филм, на предмету графичких комуникација, промотивног филма Медицинског факултета Универзитета у Крагујевцу итд.
Његов филм „Брод будала“ је отворио Фестивал српског филма у Паризу 2007. године, Фестивал српског филма у Чикагу 2007. године, манифестацију Рашке духовне свечаности у Рашкој 2008. године, као и фестивал Културног лета у Врњачкој Бањи 2009. године.

## Дизајн
Осим већ поменутог рада на дизајну часописа, сарађивао и учествовао у грађењу имиџа многих рок бендова широм старе Југославије: Смак - Крагујевац, Галија - Ниш, Бјесови - Г. Милановац, Печат - Нови Сад, Трула коалиција – Г. Милановац, Звонцекова Биљежница - Аранђеловац, Освајачи, Пропаганда 117, Агата – Крагујевац итд.
Један је од оснивача Међународног бијенала уметности минијатуре у Горњем Милановцу. Учесник је преко 30 ликовних колонија и симпозијума из области уметности и ликовне културе. Објавио је низ стручних текстова и стручних реферата из области ликовне културе и дизајна, у иностраним и домаћим часописима.
Дизајнирао је више од 110 заштитних знакова и логотипа за разне брендове, фирме, установе и рок групе.